# Yves Bleunven
Yves Bleunven, né le 2 février 1963 à Brest, est un homme politique.
Il est élu sénateur du Morbihan le 24 septembre 2023 et fait partie du groupe Union centriste (UC).

## Biographie
Yves Bleunven est un chef d'entreprise agroalimentaire, marié et père de trois enfants. En 2012, alors conseiller général de Grand-Champ, il est le candidat de l'UMP pour les élections législatives dans la 3e circonscription du Morbihan. Arrivé en seconde position au premier tour avec 37,72% derrière le socialiste Jean-Pierre Le Roch, il est éliminé au second tour avec 47,06% des voix.
En 2014, il est élu maire de Grand-Champ, avant d'être réélu en 2020.
Il devient en 2017 président de l’Association des maires du Morbihan, un poste qui pour le journaliste du Télégramme Martin Vaugoude « lui offre le tremplin idéal » dans son élection au Sénat, le 24 septembre 2023, lors des élections sénatoriales 2023.